# Ebás
Ebás ou egbás (egbas) são um subgrupo dos iorubás da Nigéria e que inicialmente habitavam uma região próxima ao rio Oxum.